# تصمیم نهایی
تصمیم نهایی مجموعه‌ای تلویزیونی به کارگردانی محسن شاه‌محمدی و تهیه‌کنندگی منوچهر پوراحمد ساخته سال ۱۳۸۰ در ژانر پلیسی است که از شبکه اول ایران پخش شده‌است. فیلمنامه این سریال، اقتباسی آزاد از فیلمنامه پیچک نوشته محسن دامادی است.

## داستان
تصمیم نهایی داستان فردی به نام اسماعیل کلانی است که فرزندش قربانی اعتیاد شده‌است و با اعتقاد به عدالت شخصی، همراه همسرش راضیه، تصمیم به مجازات عاملان قتل فرزند خود می‌گیرد.

## بازیگران
- داریوش فرهنگ در نقش سرگرد کلانی
- فتحعلی اویسی در نقش جلال
- مهوش افشارپناه در نقش راضیه
- پانته‌آ پوراحمد در نقش مریم
- حسین پناهی در نقش مش کرم
- کیوان محمودنژاد در نقش اشکان
- مهدی سلطانی سروستانی در نقش ستوان رضایی
- مینا نوروزی در نقش محبوبه
- منوچهر اخضرپور در نقش نادرخانی
- بهزاد رحیم‌خانی در نقش بهزاد
- خسرو خانمحمدی در نقش رامین
- حسین چنگی در نقش ستوان چنگی
- کتایون جهانگیری در نقش الهام
- فریده گلشن در نقش همسر نادرخانی
- بهرام محمدی در نقش مفخم
- پالیز شامحمدی در نقش پالیز
- روناک فرهنگ در نقش شادی
- الهام سنایی در نقش سارا
- سپیده ذاکری در نقش همکار هتل
- حسن صادقی در نقش بازپرس
- صفر کشکولی در نقش نگهبان هتل
- رضا حسن‌زاده در نقش هوشنگ
- محمد علی بیگی در نقش مأمور کلانتری
- علی عظیمی در نقش خبرنگار
- علی نصیریان در نقش اسماعیل
- پروین‌دخت یزدانیان در نقش عزیز
- حسین خانی‌بیک در نقش سرهنگ
- شراره یوسف‌نیا در نقش ندا